# فرودگاه صحرایی ادوارد بودن
فرودگاه صحرایی ادوارد بودن (به انگلیسی: Edward Bodden Airfield) یک فرودگاه همگانی با کد یاتا LYB است که یک باند فرود چمن و شن دارد. این فرودگاه در کشور جزایر کیمن قرار دارد .